# 市川準
市川 準（いちかわ じゅん、1948年11月25日 - 2008年9月19日）は、日本の映画監督、CMディレクター。
本名は、市川 純（読み同じ）。東京都府中市出身。CM演出家を経て1987年に『BU・SU』で映画初監督。以降、幅広い題材に意欲的に取り組み話題作を数多く発表した。

## 来歴
聖パウロ学園高校卒業後、画家を志して東京芸術大学美術学部絵画科への入学を目指すが浪人を繰り返す。1975年にCM制作会社に入社してCM演出家になり、1981年の退社後は無所属で活動する。演出家として禁煙パイポ、タンスにゴン（金鳥）、エバラ焼肉のたれ、ヤクルトタフマン、デューダ等の、テレビCMを手掛ける。1985年にはカンヌ国際広告祭で金賞を受賞している。映画監督となった後も、死去の直前までCMを作り続けていた。
1987年に富田靖子主演の『BU・SU』で映画初監督。暗く閉鎖的なために「性格ぶす」を揶揄される少女が他者と出会って成長していく様子を描いたこのデビュー作で、キネマ旬報ベスト・テン第8位、読者選出第2位の評価を受ける。
1991年に吉本ばなな原作の『つぐみ』を監督。山本周五郎賞を受賞した大ベストセラー小説の映画化で、初めて東京以外を舞台とした作品である。この作品で第15回報知映画賞監督賞と第45回毎日映画コンクール監督賞を受賞する。1993年には、現役医師山崎章郎のベストセラーをドキュメンタリータッチで描いた『病院で死ぬということ』でオルレアン映画祭日本映画ビエンナーレグランプリなどを受賞。
1995年に『東京兄妹』で、第45回ベルリン国際映画祭国際批評家連盟賞を受賞。この作品には小津安二郎へのオマージュも指摘されている。1996年、実在の漫画家たちの若き日を描く群像劇『トキワ荘の青春』を監督。1997年には『東京夜曲』で、第21回モントリオール世界映画祭において日本人として初めて最優秀監督賞を受賞し、この頃から世界的にも名を知られるようになる。この三作は“東京三部作”と呼ばれ、他にも出身地である東京を舞台とした作品が多い。
1999年には初めて大阪を舞台とした『大阪物語』を監督。2002年に三谷幸喜の戯曲が原作の『竜馬の妻とその夫と愛人』を監督する。2004年に村上春樹原作の『トニー滝谷』を監督。市川は長年に渡り村上作品を愛読しており、この作品は第57回ロカルノ国際映画祭で審査員特別賞、国際批評家連盟賞、ヤング審査員賞を受賞した。2007年に最後の長編映画となった『あしたの私のつくり方』を監督。第2回KINOTAYO現代日本映画祭グランプリを受賞した。
2008年9月18日、外出先で食事中に倒れ、翌19日未明に脳内出血のため死去。59歳没。次作『ヴィヨンの妻』のクランクインも目前であった。
同年10月の第21回東京国際映画祭で上映された自主制作映画『buy a suit スーツを買う』が遺作となった。翌2009年4月の劇場公開時の同時上映は、市川のパソコンに遺されていたHDカメラで撮り貯めていた映像に市川自身の「詞(コトバ)」を載せた映像作品『TOKYOレンダリング詞集』。
女優を中心に据えた作品が多く、富田靖子、牧瀬里穂、粟田麗、池脇千鶴、田中麗奈、成海璃子、前田敦子など成長期の女優を起用することが多かった。

## 監督作品

### 映画
|    | 題名                                            | 制作年 | 兼任       |
| -- | ----------------------------------------------- | ------ | ---------- |
| 1  | BU・SU                                          | 1987   |            |
| 2  | 会社物語 MEMORIES OF YOU                        | 1988   | 脚本       |
| 3  | ノーライフキング                                | 1989   |            |
| 4  | つぐみ                                          | 1990   | 脚本       |
| 5  | ご挨拶（オムニバス第2話「佳世さん」）           | 1991   | 脚本       |
| 6  | 病院で死ぬということ                            | 1993   | 脚本       |
| 7  | 第1回欽ちゃんのシネマジャック『きっと、来るさ』 | 1993   | 脚本       |
| 8  | クレープ                                        | 1993   | 脚本       |
| 9  | 東京兄妹                                        | 1995   |            |
| 10 | トキワ荘の青春                                  | 1996   | 脚本       |
| 11 | 東京夜曲                                        | 1997   | 原案       |
| 12 | たどんとちくわ                                  | 1998   | 脚本       |
| 13 | 大阪物語                                        | 1999   |            |
| 14 | ざわざわ下北沢                                  | 2000   | 原案       |
| 15 | 東京マリーゴールド                              | 2001   | 脚本       |
| 16 | 竜馬の妻とその夫と愛人                          | 2002   |            |
| 17 | トニー滝谷                                      | 2005   | 脚本       |
| 18 | あおげば尊し                                    | 2006   | 脚本       |
| 19 | あしたの私のつくり方                            | 2007   |            |
| 20 | buy a suit スーツを買う                         | 2009   | 脚本       |
| 21 | TOKYOレンダリング詞集                           | 2009   | 撮影・編集 |

### テレビ
- 市川準の東京日常劇場（1990年、全64話、テレビ朝日）
- 男前・本木雅弘『ラッキィ』（1994年、NHK-BS2）
- 真夜中の王国『市川準の純粋映像』（1995年、NHK-BS2）
- にっぽんの名作・朗読紀行『江分利満氏の優雅な生活』（2000年、NHK-HD-BS）
- 春、バーニーズで（2006年、WOWOW、兼脚本）

### PV
- 村上里佳子　Kiss off（1986年、プロモーションビデオ）
- 斉藤由貴　漂流姫（1986年、プロモーションビデオ）
- 斉藤由貴　「斉藤さんちのお客さま」を抱きしめて『家族の食卓』（1987年、ミュージッククリップ）
- 斉藤由貴　PANT第一章『終わりの気配』（1988年、ミュージッククリップ）
- 市川準の東京日常劇場 憂愁篇・哀愁篇（1991年、上記テレビドラマを再編集し2巻にまとめてビデオ化）
- 小川美潮　4to3 Pictures 小川美潮（1991年、ミュージッククリップ）

### CM
- 1982年『エスキモー・ピチカートワルツ』『味の素 中華あじ・チャオファン』
- 1983年『ジョンソンホワイト・ラッセル車』
- 1985年『トンボ鉛筆・モノボール』『禁煙パイポ・私はコレで会社をやめました』『NTT・カエルコール』『森下仁丹・トイレのデオドライザー』『ヤクルト・タフマン』
- 1986年『金鳥 ゴン・亭主元気で留守がいい』『ヤクルト・タフマン』『エスキモー・ミルウォーカー』『エバラ焼肉のたれ』『シチズン・ベガジャンクション』『朝日新聞社・ロンドン篇』『第一生命・リード21』『白子のり』『キーカートリッジ』
- 1987年『サントリーオールド・ワンフィンガーツーフィンガー』『ヤクルト・タフマン』『味の素・プチダノン』『マルハ・パッ缶』『ホールズ』『チロルチョコ』
- 1988年『学生援護会・DODA』『エバラ焼肉のたれ（シリーズ）』『ナショナル・インバータ』『レナウン・通勤快足』
- 1989年『アース製薬・モンダミン』『クロネコヤマト・クール宅急便』『シヤチハタ・TEZET SV』
- 1991年『金鳥 ゴン・自転車篇』
- 1992年『ダスキン・双子のおばあちゃん篇』『キリンラガービール「二人の夢」編』
- 1994年『大鵬薬品 ソルマック・帰宅篇』『タカラ canチューハイ・スッタモンダがありました』『国土ピーコン モノローグ佐藤さん篇』
- 1995年『サントリーニューオールド（シリーズ）』
- 1997年『松下電器産業　素晴らしき母娘篇』『日本コダック スナップキッズ・ピカキレ・父と娘篇』『三井のリハウス・オープンハウス篇』
- 1998年『四国5場競輪 松山競輪・おしり篇』『三井のリハウス・来店篇』『金鳥 サッサ・踊り（台所）篇』『ニッセン ナースステーション篇』『三井のリハウス・残金決済篇』
- 1999年『味の素 ほんだし(シリーズ) 』『味の素 ほんだし・朝のごきげん直し篇』『味の素 ほんだし（シリーズ）』『トヨタ デュエット（シリーズ）』『トヨタ デュエット・バレリーナ篇』『資生堂 エリクシール・旅館篇』
- 2000年『三井のリハウス・別れの挨拶篇』『サントリーオールド・タイムスリップバー篇』『金鳥 タンスにゴンゴン・人形篇』『トヨタ デュエット・ケータイ篇』
- 2001年『アサヒビール　ゴリッチュ』
- 2002年『金鳥 タンスにゴンゴン・会議篇』
- 2003年『金鳥 水性キンチョール・つまらん篇』『NTTドコモ・ケイタイ家族物語（シリーズ）』
- 2004年『NTTドコモ・ケイタイ日記（シリーズ）』『金鳥 水性キンチョール・男だけ篇、客間篇、庭篇、ほっぺた篇』『ヤクルト タフマン・元気の素篇、ゆずりあい篇、アレ篇、腕ズモウ篇』
- 2005年『金鳥 蚊に効くカトリス・おやじ篇』
- 2006年『金鳥 ゴンゴンα・26歳篇』『金鳥 蚊に効くカトリス・UFO篇』『P&G パンパース・赤ちゃんからの絆篇』『NTTドコモ・見つめるこども篇』
- 2007年『ハウス食品・対話篇』『NTTドコモ・つながることば篇』『金鳥 キンチョール・10万円篇』『サンドラッグ・雨宿り篇』
- 2008年『金鳥 キンチョール・どっちにする？篇』
- 2009年『高橋酒造 白岳しろ・時代劇篇、探偵篇』

## その他のスタッフ作品
- 大いなる学生（1993年、プロデューサー・編集）

## 出演作品
- ざわざわ下北沢 の、できるまで。（2001年、『ざわざわ下北沢』のメイキング映画）
- 晴れた家（2005年、『トニー滝谷』のメイキング映画）

## 受賞歴
- 1985年:第32回カンヌ国際広告映画祭金賞（『トンボ・モノボール』）。同年、禁煙パイポの「私はコレで会社をやめました」というフレーズが新語・流行語大賞の流行語部門・大衆賞に選出された[3]
- 1986年:第3回日本新語流行語大賞流行語部門銅賞（『亭主元気で留守がいい』）
- 1987年:第4回日本新語流行語大賞流行語部門大衆賞（『ワンフィンガー ツーフィンガー』）
- 1991年:『つぐみ』
  - 第15回報知映画賞監督賞
  - 第45回毎日映画コンクール監督賞
- 1992年:第39回カンヌ国際広告映画祭フィルム部門銀賞（『ダスキン・きんさんぎんさん』）
- 1993年:『病院で死ぬということ』
  - 第48回毎日映画コンクール監督賞
  - 第3回日本映画批評家大賞作品賞
  - 文化庁優秀映画作品賞
- 1994年:第11回日本新語流行語大賞大賞（『スッタモンダがありました』）
- 1995年:『病院で死ぬということ』
  - オルレアン映画祭日本映画ビエンナーレグランプリ
- 1995年:『東京兄妹』
  - 第45回ベルリン国際映画祭国際批評家連盟賞。
  - 第46回芸術選奨文部大臣賞映画部門。
  - 文化庁優秀映画作品賞
- 1997年:『東京夜曲』
  - 第12回高崎映画祭監督賞
  - 第21回モントリオール世界映画祭最優秀監督賞
- 2000年:『ざわざわ下北沢』
  - 第10回日本映画批評家大賞作品賞[4]
- 2004年:『トニー滝谷』
  - 第57回ロカルノ国際映画祭審査員特別賞、国際批評家連盟賞、ヤング審査員賞
  - ラス・パルマス国際映画祭審査員特別賞
  - 第20回高崎映画祭グランプリ
- 2006年:『春、バーニーズで』
  - ギャラクシー賞テレビ部門2月度月間賞
- 2007年:『あしたの私のつくり方』
  - 第2回KINOTAYO現代日本映画祭グランプリ
- 2008年:『buy a suit スーツを買う』
  - 第21回東京国際映画祭日本映画ある視点部門作品賞

## 関連書籍
- 『市川準』（河出書房新社編、2009年、河出書房新社）ISBN 9784903267333
- 『ぼくのしょうらいのゆめ』（市川準他著、2009年、文春文庫）ISBN 9784309019079
- 『東京・少女・追憶 映画監督 市川準』（市川準・倉田剛著、2018年、ワイズ出版）ISBN 9784898303238

## 脚註
1. ↑  映画監督の市川準さん死去 スポーツ報知 2008年9月19日閲覧
2. ↑  主演には菊池亜希子が予定されていた。
3. ↑  “第2回新語・流行語大賞”.  新語・流行語大賞. 2009年12月10日閲覧。
4. ↑  “日本映画批評家大賞 過去の受賞作品 2000年度から2009年度”. Japan Movie Critics Award.   一般社団法人日本映画批評家大賞機構. 2025年4月2日閲覧。